# Cronat
Cronat est une commune française située dans l'ouest du département de Saône-et-Loire, à la frontière des départements voisins de la Nièvre et de l'Allier, en région Bourgogne-Franche-Comté.

## Géographie
Cronat fait partie du Bourbonnais. Le territoire de la commune se partage entre le plateau de faible altitude formé d'alluvions tertiaires relevant de la région d'Entre-Loire-et-Allier (au nord-est) et le fond de vallée de la Loire, limitrophe de la Sologne bourbonnaise (au sud-ouest). Aux collines et au bocage bas, parsemé de forêts de feuillus s'oppose donc le paysage de prairies, de friches et de cultures de la Zone humide des rives de la Loire.
Commune rurale, Cronat a une activité économique marquée par l'élevage bovin de race charolaise, mais aussi par l'emploi industriel (Usine IVECO à Bourbon-Lancy) et par le maintien de nombreux commerces de proximité dans le bourg.
Cronat est traversée par le sentier de grande randonnée GR 3 et est la commune la plus occidentale de Saône-et-Loire.
Cronat est notamment traversée par la D 979, ancienne route royale 79 allant de Nevers à Genève.

### Environnement
Une large fraction du territoire de la commune est intégrée au site Natura 2000 dit de la Vallée de la Loire d'Iguerande à Decize. L'objectif est la préservation de 29 espèces d'oiseaux, parmi lesquelles la Cigogne blanche qui s'y reproduit, l'Oie cendrée, l'Oie rieuse et l'Oie des moissons, qui y hivernent ou encore l'Outarde canepetière qui y fait étape en période de migration.

### Voies de communication et transports
Cronat fut desservie par une gare ferroviaire de 1884 à 1954. En effet, le 19 juin 1884 est mise en service la ligne ferroviaire de 43 km à voie unique de Cercy-La-Tour à Gilly-sur-Loire, passant par Cronat. Cette ligne sera fermée aux voyageurs le 18 août 1931, puis aux marchandises le 13 octobre 1954 pour le tronçon Cercy-La-Tour - Bourbon-Lancy, dont faisait partie Cronat.

### Climat
Pour des articles plus généraux, voir Climat de la Bourgogne-Franche-Comté et Climat de Saône-et-Loire.
En 2010, le climat de la commune est de type climat océanique dégradé des plaines du Centre et du Nord, selon une étude du Centre national de la recherche scientifique s'appuyant sur une série de données couvrant la période 1971-2000. En 2020, Météo-France publie une typologie des climats de la France métropolitaine dans laquelle la commune est exposée à un climat océanique altéré et est dans la région climatique Centre et contreforts nord du Massif Central, caractérisée par un air sec en été et un bon ensoleillement.
Pour la période 1971-2000, la température annuelle moyenne est de 11 °C, avec une amplitude thermique annuelle de 16,6 °C. Le cumul annuel moyen de précipitations est de 827 mm, avec 12,1 jours de précipitations en janvier et 7,3 jours en juillet. Pour la période 1991-2020, la température moyenne annuelle observée sur la station météorologique de Météo-France la plus proche, « Vitry/loire », sur la commune de Vitry-sur-Loire à 5 km à vol d'oiseau, est de 11,5 °C et le cumul annuel moyen de précipitations est de 824,9 mm. 
La température maximale relevée sur cette station est de 42 °C, atteinte le 10 août 2003 ; la température minimale est de −21,5 °C, atteinte le 16 janvier 1985,,.
Les paramètres climatiques de la commune ont été estimés pour le milieu du siècle (2041-2070) selon différents scénarios d'émission de gaz à effet de serre à partir des nouvelles projections climatiques de référence DRIAS-2020. Ils sont consultables sur un site dédié publié par Météo-France en novembre 2022.

## Urbanisme

### Typologie
Au 1er janvier 2024, Cronat est catégorisée commune rurale à habitat dispersé, selon la nouvelle grille communale de densité à sept niveaux définie par l'Insee en 2022.
Elle est située hors unité urbaine. Par ailleurs la commune fait partie de l'aire d'attraction de Bourbon-Lancy, dont elle est une commune de la couronne,. Cette aire, qui regroupe 12 communes, est catégorisée dans les aires de moins de 50 000 habitants,.

## Histoire
- Au temps de Jules César, un camp gaulois existait au lieu-dit le Galbry. Ce camp faisait face aux fortifications romaines situées de l'autre côté de la Loire, au lieu-dit le Vivier (site entouré aujourd'hui par les lieux-dits les Maîtres-Jean et les Bonins et le canal latéral à la Loire sur la commune de Gannay-sur-Loire), là où les Romains construisirent une motte castrale (motte castrale des Maitres-Jean). C'est aussi à cet endroit, le Vivier, que les Romains franchissaient la Loire.
- En mars 818, le comte Theoderic, au mallum (tribunal) public de Cronat, remet au prochain mallum qui se tiendra après quarante nuits à Autun, la réception des témoins que Fredelus, avoué du comte Hildebrand (Hildebrannus), s’oblige à présenter pour prouver la qualité de serf d’Adelard (Adelardus) du seigneur Louis, de la villa de Perrecy. Adelard était le fils d’Adalbert (Adalbertus). Et en octobre 819, à Autun, en présence de Blilgarius, Missus, et du comte Theodoric, Fredelus produit neuf témoins (Guntardus, Baldeonus, Guitardus, Autarnus, Teutardus, Frobertus, Bernarius, Landrannus et Eugentus) qui affirment sous serment en l'église Saint- Jean d'Autun qu'Adelard, réclamé au mallum de Cronat, était bien serf d'Hildebrand. À cette époque Cronat est cité en latin « Crounacum » ou « Craunacum ».
- Un autre mallum fut tenu par le comte Theodoric en 820 à Cronat.
- En 1473, le cardinal Rolin, prieur de Saint-Symphorien d'Autun, rattache les dîmes de Cronat à la manse de son monastère.
- En 1789, Cronat dépendait du bailliage de Bourbon-Lancy et de la recette d'Autun.
- Cronat a été chef-lieu d'un canton du district de Bourbon-Lancy, de 1790 à l'an IV (années 1795 et 1796 du calendrier grégorien) , avec un rattachement intermédiaire au district d'Autun du 13 frimaire au 18 nivôse de l'an II (1793 et 1794 du calendrier grégorien).
- En 1826, lors de la rédaction des actes d'état-civil, le maire de la commune écrivait Cronat sur Loire.
- En 1844 (par ordonnance du 13 février), la commune de Trizy est réunie à celle de Cronat.

## Politique et administration

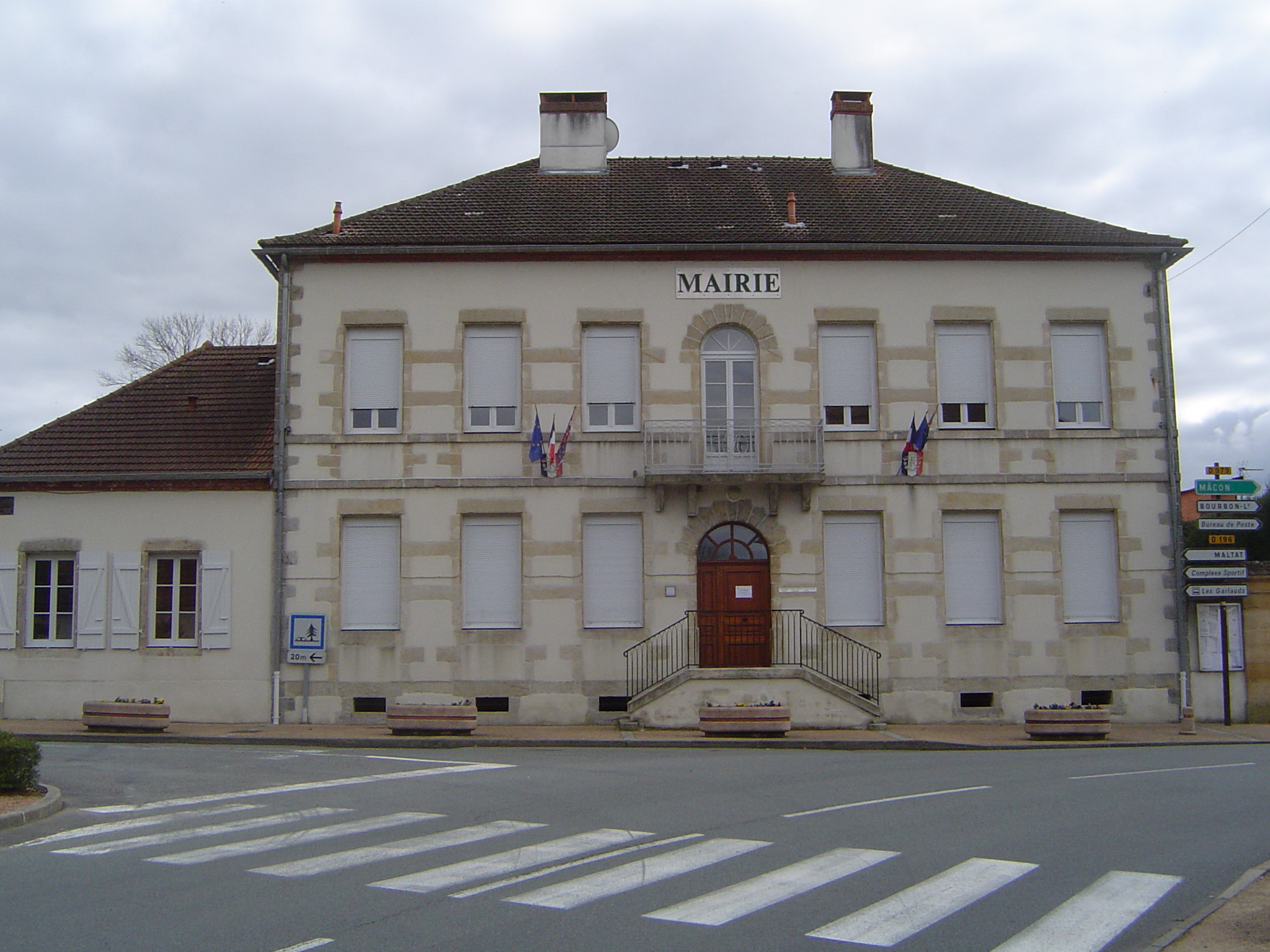
La mairie.

| Période                                  | Période                | Identité          | Étiquette | Qualité |
| ---------------------------------------- | ---------------------- | ----------------- | --------- | ------- |
| Les données manquantes sont à compléter. |                        |                   |           |         |
| 1826                                     | ?                      | J-B. Jourdier     |           |         |
| juin 1995                                | mars 2008              | René Pelletier    |           |         |
| mars 2008                                | En cours (au mai 2022) | Georges Rousselet |           |         |

## Démographie
L'évolution du nombre d'habitants est connue à travers les recensements de la population effectués dans la commune depuis 1793. Pour les communes de moins de 10 000 habitants, une enquête de recensement portant sur toute la population est réalisée tous les cinq ans, les populations de référence des années intermédiaires étant quant à elles estimées par interpolation ou extrapolation. Pour la commune, le premier recensement exhaustif entrant dans le cadre du nouveau dispositif a été réalisé en 2008.

En 2022, la commune comptait 510 habitants, en évolution de −6,76 % par rapport à 2016 (Saône-et-Loire : −1,06 %, France hors Mayotte : +2,11 %).
| 1793  | 1800  | 1806  | 1821  | 1831  | 1836  | 1841  | 1846  | 1851  |
| ----- | ----- | ----- | ----- | ----- | ----- | ----- | ----- | ----- |
| 1 211 | 1 323 | 1 142 | 1 248 | 1 311 | 1 543 | 1 469 | 1 485 | 1 419 |

| 1856  | 1861  | 1866  | 1872  | 1876  | 1881  | 1886  | 1891  | 1896  |
| ----- | ----- | ----- | ----- | ----- | ----- | ----- | ----- | ----- |
| 1 470 | 1 403 | 1 442 | 1 443 | 1 467 | 1 515 | 1 584 | 1 600 | 1 606 |

| 1901  | 1906  | 1911  | 1921  | 1926  | 1931  | 1936  | 1946  | 1954 |
| ----- | ----- | ----- | ----- | ----- | ----- | ----- | ----- | ---- |
| 1 623 | 1 510 | 1 403 | 1 256 | 1 187 | 1 107 | 1 070 | 1 027 | 939  |

| 1962 | 1968 | 1975 | 1982 | 1990 | 1999 | 2006 | 2008 | 2013 |
| ---- | ---- | ---- | ---- | ---- | ---- | ---- | ---- | ---- |
| 942  | 874  | 758  | 705  | 653  | 556  | 571  | 575  | 560  |

| 2018 | 2022 | - | - | - | - | - | - | - |
| ---- | ---- | - | - | - | - | - | - | - |
| 522  | 510  | - | - | - | - | - | - | - |

## Culture locale et patrimoine

### Lieux et monuments
- L'église, sous le vocable de saint Symphorien, construite entre 1863 et 1865 en remplacement d'un édifice du XIIe siècle qui dut être démoli car il menaçait ruine (avec un financement assuré par la vente de terrains communaux, de dons des fidèles et par une petite subvention de l'État)[20]. L'architecte mâconnais André Berthier fut chargé de la reconstruction. Une grotte de Lourdes est érigée à l'intérieur de l'église. L'église, occidentée, se compose d'une nef de trois travées, flanquée de bas-côtés, d'un transept peu saillant, d’une travée de chœur accompagnée de deux chapelles et d'une abside semi-circulaire à cul-de-four, éclairée par trois fenêtres en cintre brisé encadrée par une voussure portée par deux colonnettes. Le clocher, qui s'élève au-dessus du porche, est coiffé d'une pyramide ; il est haut d’un étage creusé de fenêtres jumelles à retombée médiane sur colonnettes[21].
- Le château de la Baulme (XIXe siècle), en brique et pierre, construit entre 1858 et 1863. Château de style néo-Louis XIII (intérieur de style néo-Louis-XVI). Inscrit aux Monuments historiques (arrêté du 19 janvier 1999).
- Le château de Brouillat (XVIIIe siècle). Ce château est bâti sur un fief ayant appartenu notamment à Valentin Challemoux, sieur du Brouillat, qui fit l'acquisition de ce fief. Jean de l'Hôpital (1662-1695), dont les reliques sont conservées en l'église de Lesmes, près de Bourbon-Lancy, fut précepteur des enfants de la famille de Challemoux.
- Le château de Balorre (Renaissance), ayant appartenu à la famille de Jacques Imbert de Balorre, secrétaire du roi en 1769. François Claude Magerand en était le régisseur vers la fin du XIXe siècle.
- Le château du pont, au lieu-dit le Pont (Près-Brégat).
- La villa de Salnay, au lieu-dit Salnay.
- La villa du Sauzin, située rue du Sauzin.
- La chapelle Saint-Barthélemy de Trizy (ancienne église de Trizy).

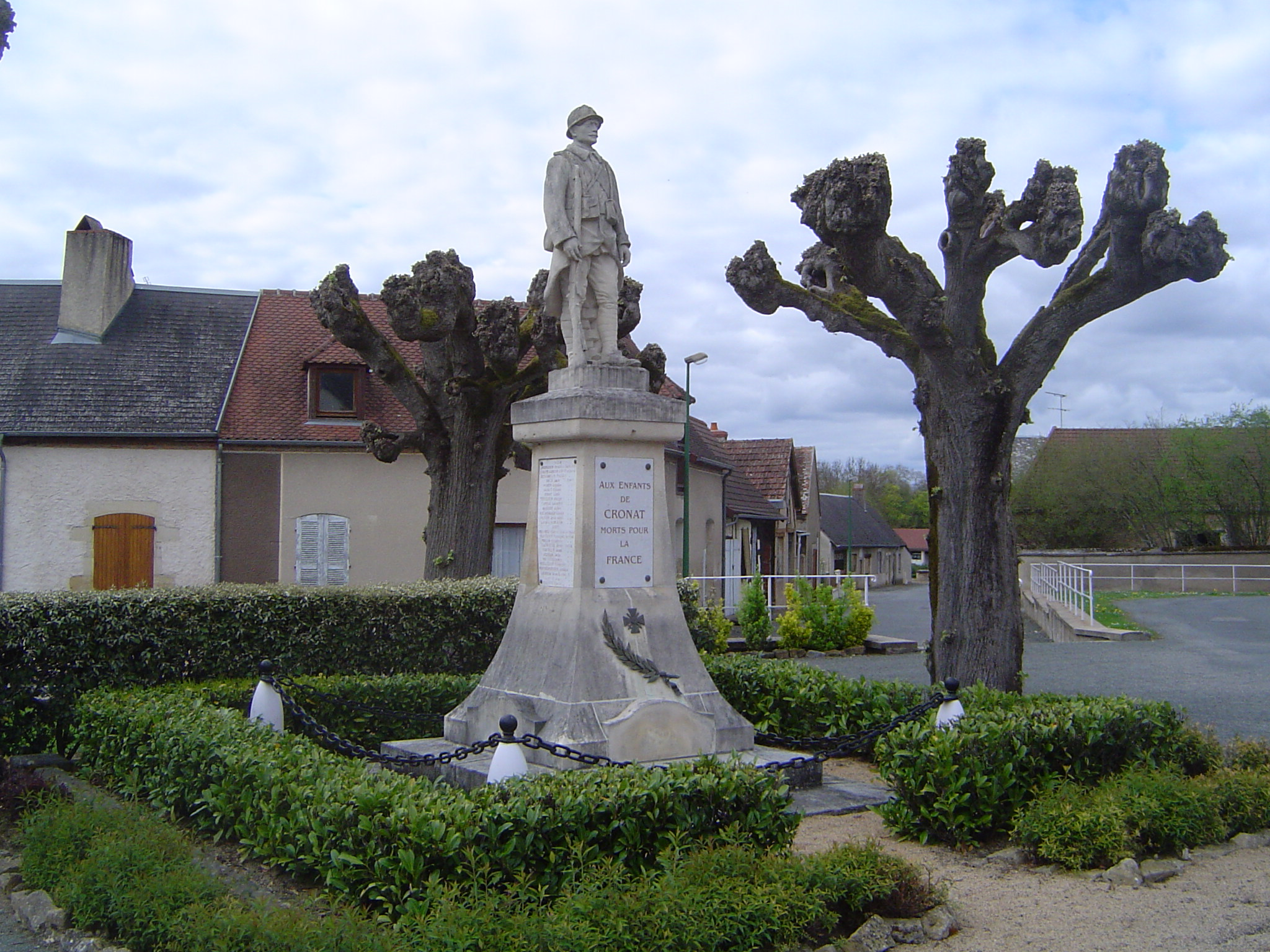
Le monument aux morts.
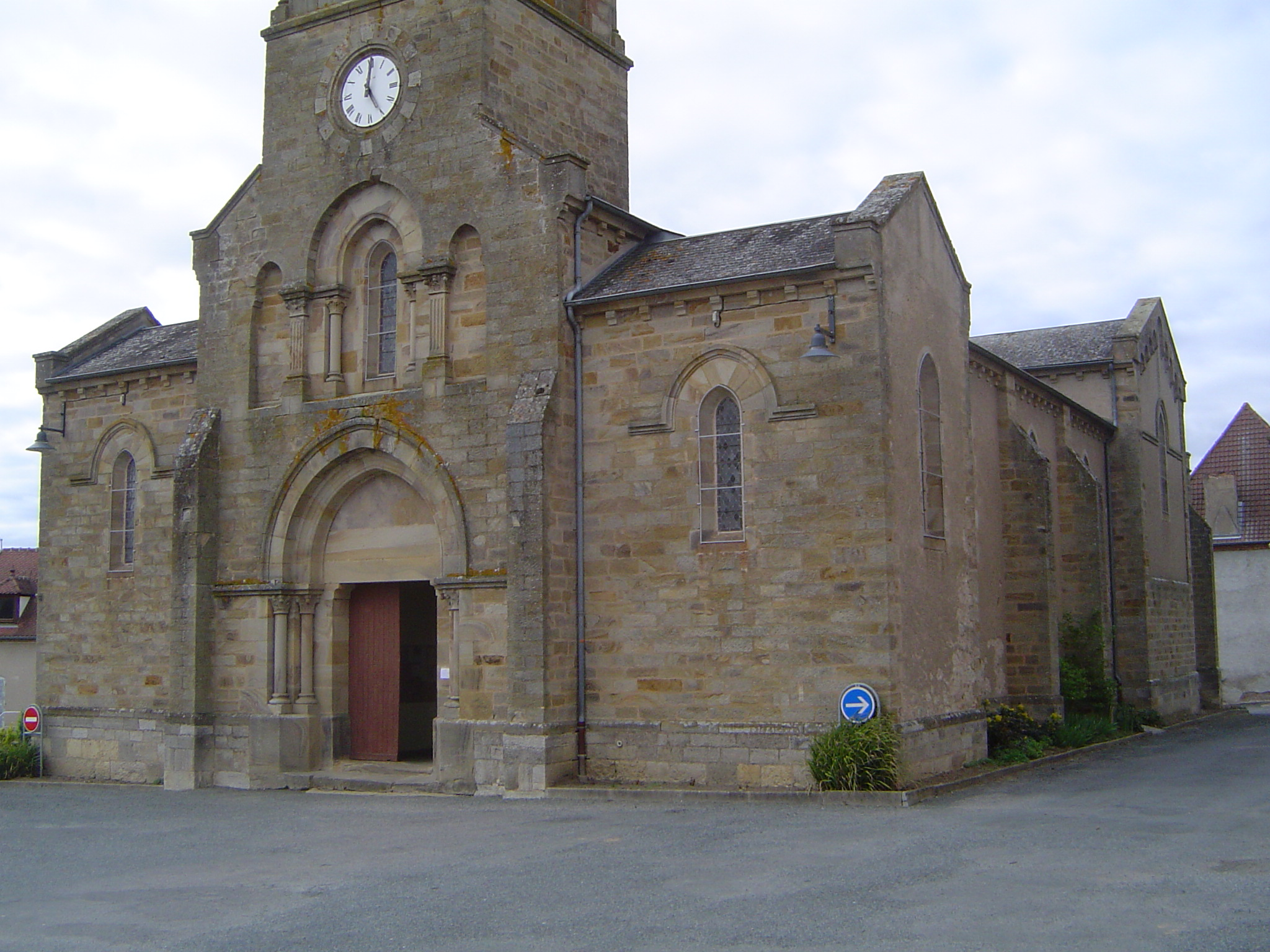
La façade de l'église et son clocher-porche.
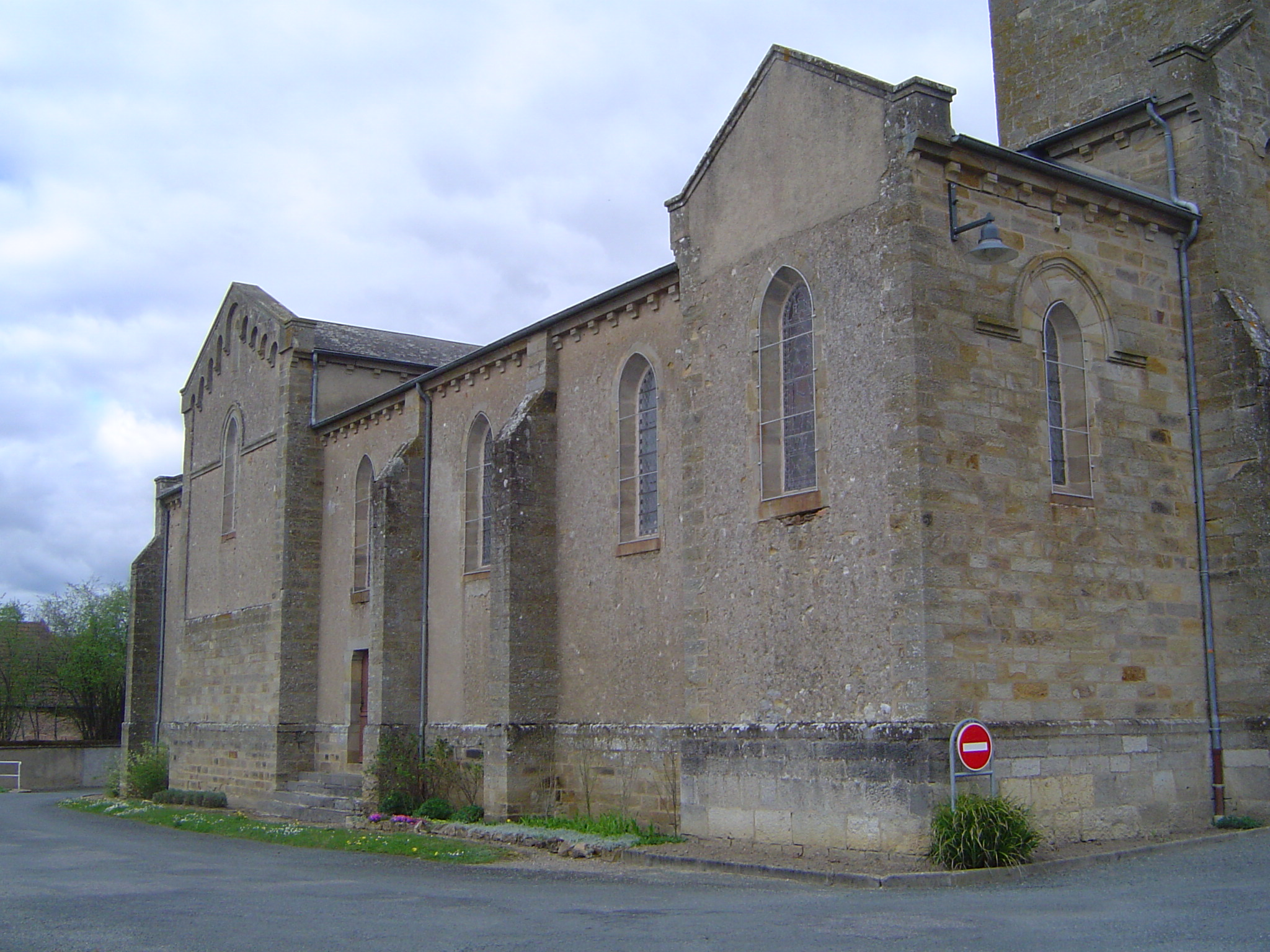
L'église, construite d'après des plans de l'architecte Berthier.
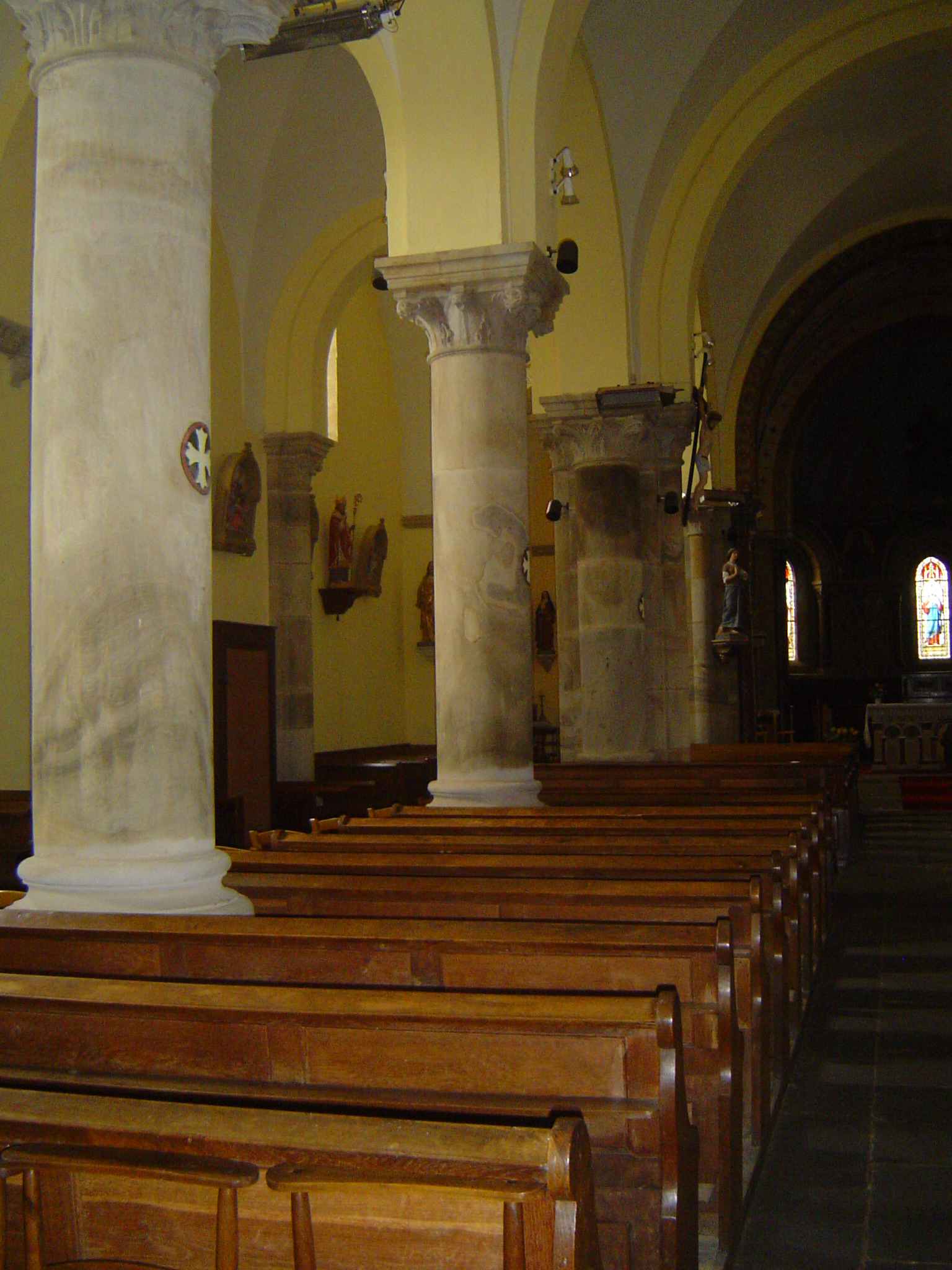
L'église.
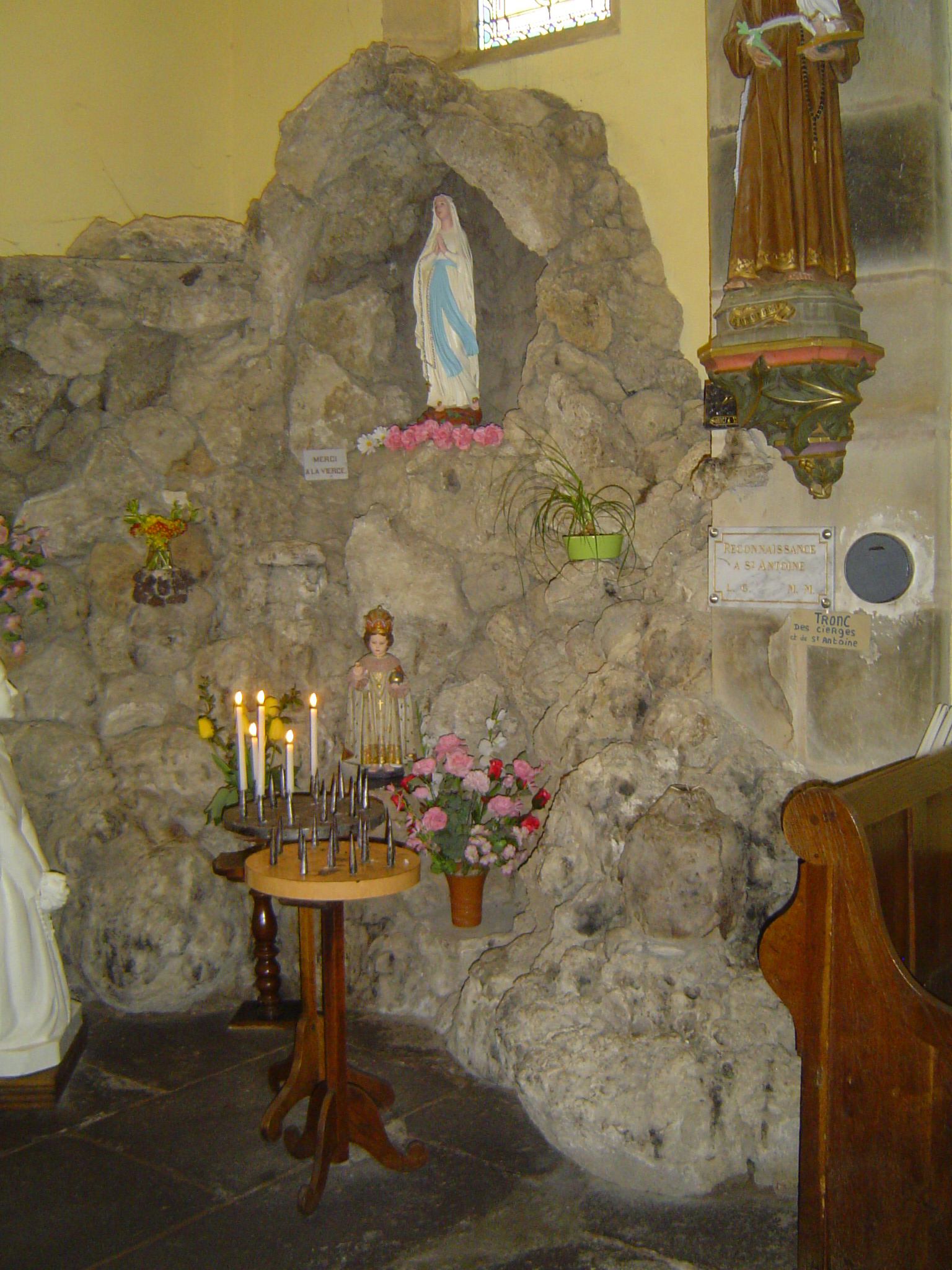
La grotte de Lourdes aménagée dans l'église.
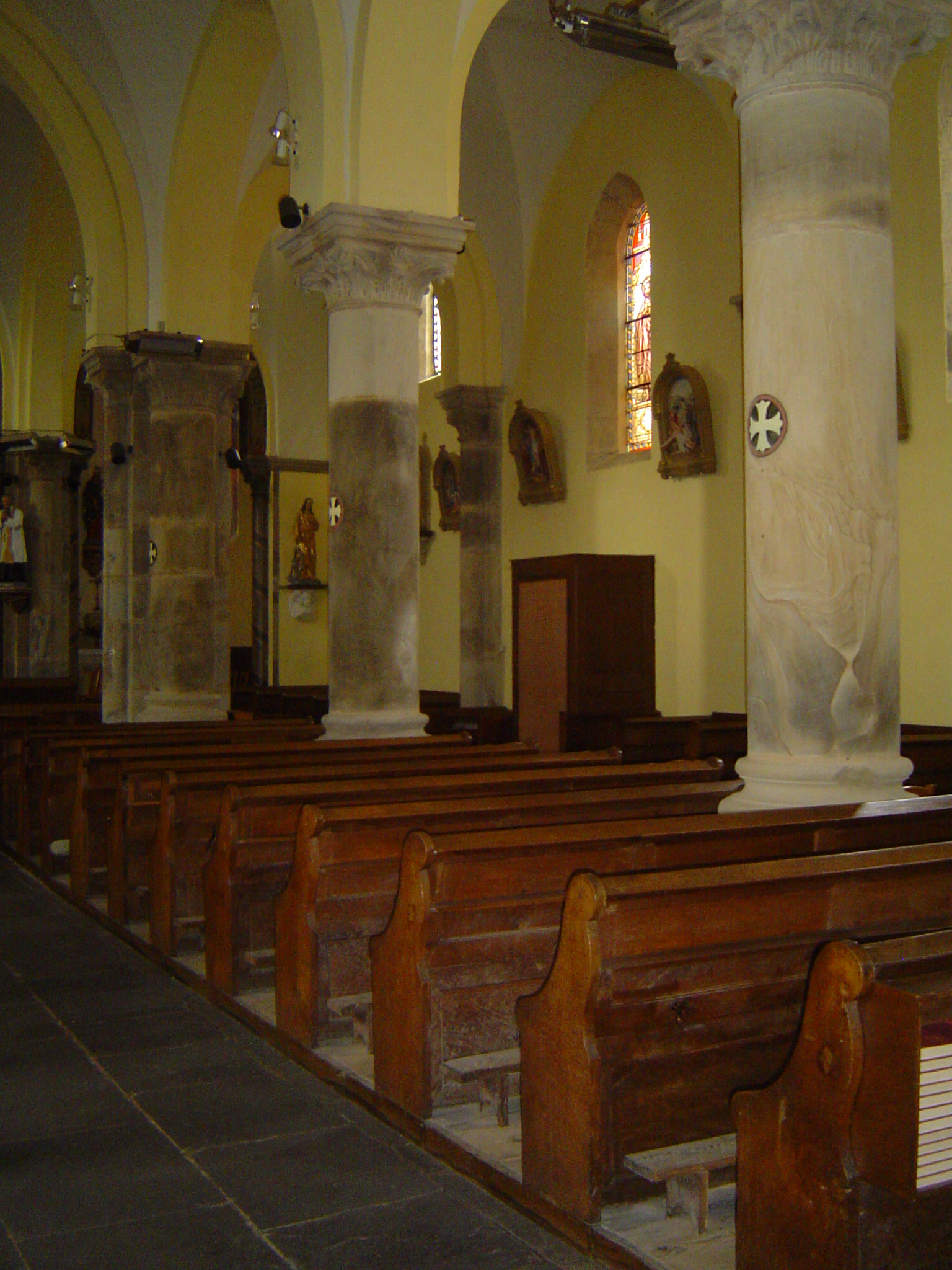
L'église.

### Personnalités liées à la commune
- Gaspard Conneau, prêtre, curé de Trizy, et qui fut notamment accusé de l'enlèvement de la femme de Simon Carteron, meunier au moulin de Brure. Le Moulin de Brure était situé après le lieu-dit le Creux-Masson et avant le lieu-dit les Mouilles.
- Léonard Commaille, curé de Gannay et de Cronat, au XVe siècle.
- François Commarre, notaire royal à Cronat, au XVIe siècle.
- Louis Delaud, notaire royal et procureur fiscal au bailliage de Vitry et Cronat, au XVIIe siècle.
- François Bernard, sergent royal à Cronat, au XVIIe siècle.
- François Quantin, notaire à Cronat, au XVIIe siècle.
- Antoine de Toulongeon, écuyer, seigneur de Balorre et Trizy, XVIIe siècle.
- Valentin Pinot, curé de Cronat, au XVIIe siècle.
- Madelon de Moncorgey, marchand à Cronat et maître de la forge au lieu-dit le Pont-d'En-Haut.
- Antoine Jourdier (né à Dijon en 1706, mort à Cronat en 1737), visiteur aux Haras du Roy en Bourgogne, fut maire de Cronat.
- Jacques Imbert de Balorre, possédait le château de Balorre (sur la commune de Trizy, ancien fief du Bourbonnais). Né à Moulins, le 10 juin 1730. Écuyer, seigneur de la Cour, Jacques Imbert de Balorre devint conseiller au présidial de Moulins en 1752, puis conseiller secrétaire du roi (Louis XV) en 1769. Il fut condamné par la Commission révolutionnaire de Lyon et fusillé le 31 décembre 1793.
- Jean-Jacques Gouttoire, né le 14 octobre 1739, fut prieur-curé du Cronat à partir de 1775 et se dévoua pour soigner les malheureux rongés par le typhus et succomba au milieu d'eux, le 24 mars 1812, victime de son admirable charité.
- Rose-Charlotte Regnault de Touteuille, née le 18 septembre 1800 à Cronat, fille de Joseph-Charles Regnault de Touteuille, ancien brigadier aux gendarmes de la garde du roi et qui fut maire de Tintury (58).
- Nazaire Batillat, né le 13 juin 1749, fut nommé curé de Cronat en 1803 et mourut le 2 mars 1817 à Cronat.
- François Dupont, notaire royal à Cronat au XVIIIe siècle.
- François-Étienne Jourdier (1750-1799) écuyer, héraut d'armes de France. Nommé le 14 pluviôse an VI* juge de paix à Cronat.
- Pierre Perdier, chanoine régulier de la congrégation de France, curé de la paroisse de Cronat, au XVIIIe siècle.
- Jean Louis Duflocq, maire de Cronat au XIXe siècle, et cultivateur.
- Berlucat, maire de Cronat au XIXe siècle.
- Charles Frédéric Jules Imbert de Balorre (1854-1927), vicomte, se maria, à la comtesse Marie de Cossart d'Espies (1858-1940), à Cronat le 26 novembre 1878. Charles de Balorre partageait sa vie entre le château de Montépain, dans l'Ain, et le château de Balorre à Cronat, ces deux châteaux lui appartenant, en plus de bois sur la commune de Bâgé-la-Ville dans l'Ain.
- Louis Gautheron, né en 1866 à Saint Bonnet de Cray, curé à Cronat au XXe siècle.
- Pierre Marie Louis Charles Perrault, né le 27 août 1887 à Cronat, décoré de la Légion d'honneur.
- Jean Lauprêtre, né à Cronat (au lieu-dit la Bressotte) le 12 mai 1897, mort à Paris en 1989. Mobilisé en 1916, il sera blessé à l'avant-bras en 1917… par un obus français. Après la guerre, il devient cheminot. Syndicaliste (CGT), résistant, député en 1945 (et réélu en 1947) et conseiller municipal communiste de Paris de 1949 à 1965. Il est le père de Julien Lauprêtre, président du Secours populaire français (SPF). Une place porte son nom dans le 12e arrondissement de Paris, inaugurée en 2005 par Bertrand Delanoë.
- Lazare Martinet (1901-1992), ordonné prêtre en 1925 et vicaire à Digoin la même année, curé à Frontenaud en 1930, curé à Cronat de 1950 à 1983 (démission pour raison de santé), et mort le 11 mars 1992 à Autun.
- Jean-Marie Fayolle (1893-1963), maire de Cronat, officier du Mérite agricole et Croix de guerre 1914-1918.
- François Veillerot (1910-1943), fils de Jean Veillerot et d’Élisabeth Grillard, cultivateurs au hameau du Verdelet. François Veillerot s’engagea dans la Résistance en avril 1943. Il fut arrêté pour détention d'armes, et fut fusillé le 8 décembre au champ de tir de Challuy, près de Nevers.

## Pour approfondir